# Iljinskaja (stacja kolejowa)
Iljinskaja (ros. Ильинская, krl. Alavoine) – stacja kolejowa w miejscowości Iljinskij, w rejonie ołonieckim, w Karelii, w Rosji. Położona jest na linii Janisjarwi – Łodiejnoje Pole.

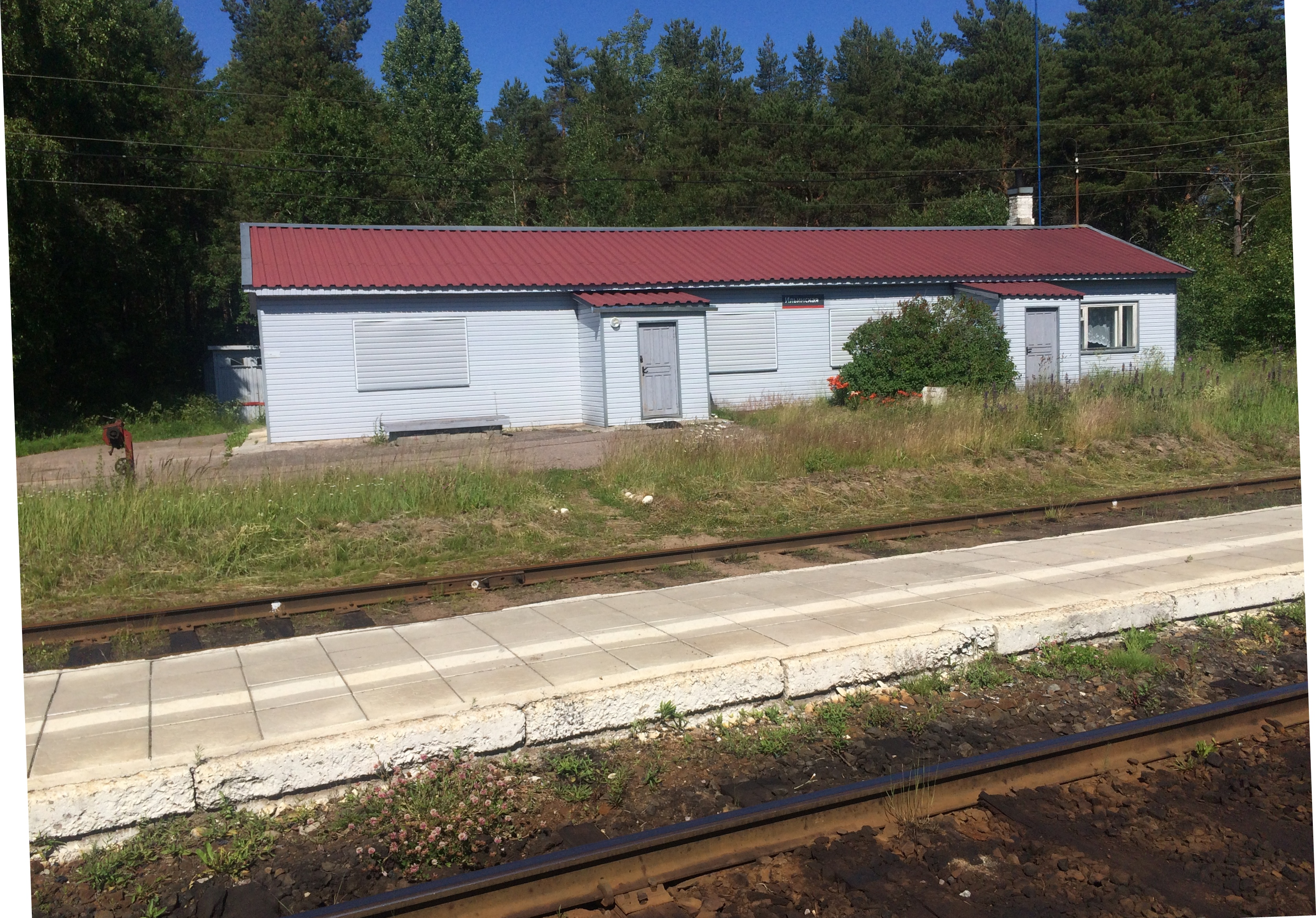